# Chorinaeus robustus
Chorinaeus robustus är en stekelart som beskrevs av Kusigemati 1971. Chorinaeus robustus ingår i släktet Chorinaeus och familjen brokparasitsteklar. Inga underarter finns listade i Catalogue of Life.